# Черношейный лебедь
Черношейный лебедь (лат. Cygnus melancoryphus) — птица из семейства утиных (Anatidae) рода лебедей (Cygnus).

## Внешний вид

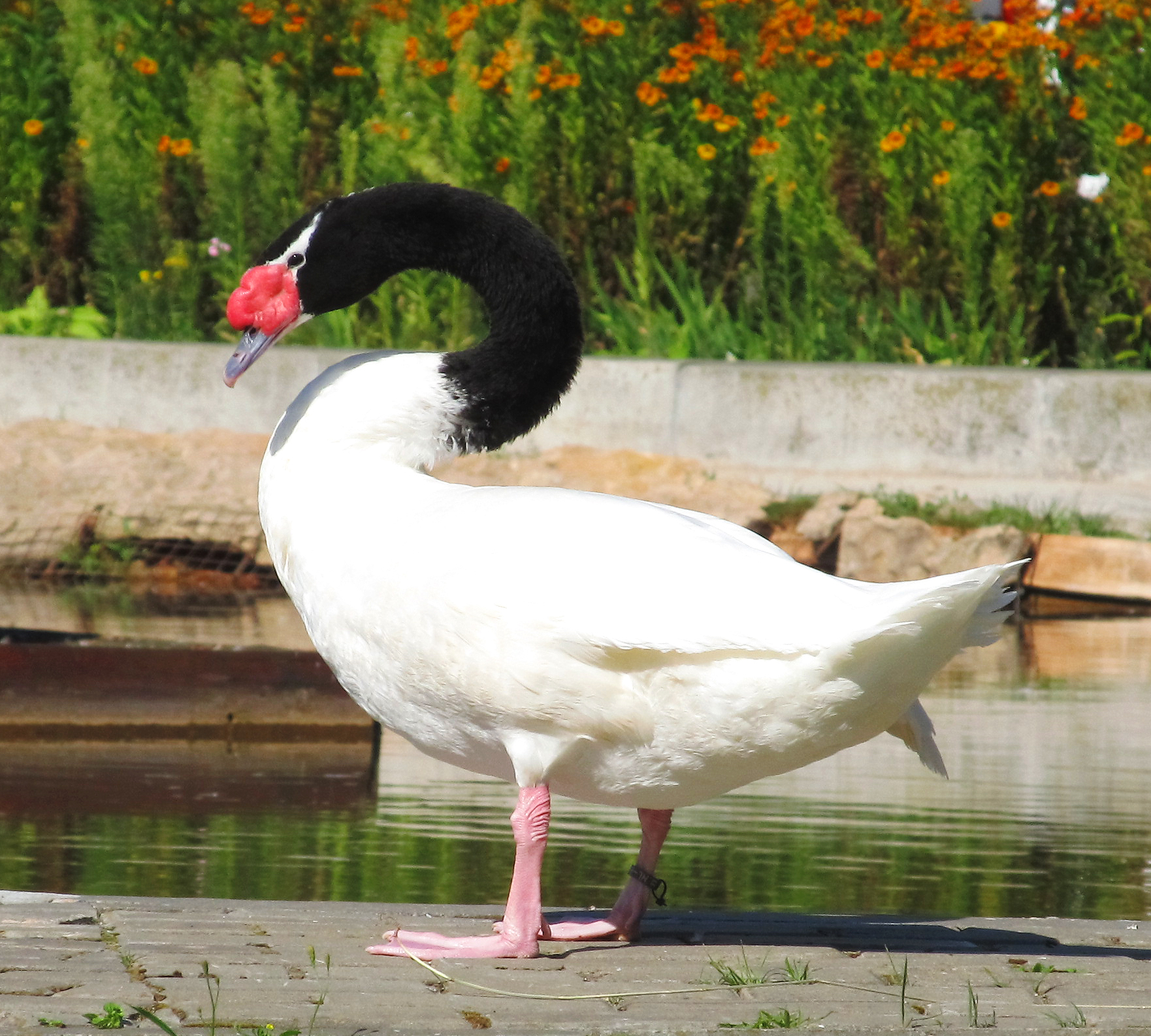

Черношейный лебедь длиной от 110—140 см и весит от 3,5 до 6,5 кг. Самцы значительно крупнее, чем самки. Отличительным признаком вида являются окрашенные в чёрный цвет шея и голова на фоне снежно-белого остального оперения. Глаз обрамлён тонкой горизонтальной белой полоской. Клюв серого цвета и у основания имеет большой красный нарост с горбом. Ноги розового цвета.

## Распространение
Черношейный лебедь гнездится на юге Южной Америки от среднего Чили и Патагонии до Огненной Земли и Фолклендских островов. Зимой птицы летят на север в Парагвай и юго-восточную Бразилию. 

## Образ жизни
Черношейные лебеди обитают прежде всего у мелких озёр и пресноводных болот, а также у лагун и закрытых морских бухт. Основой рациона черношейных лебедей являются водоросли и другие водные растения, которых лебеди извлекают, ныряя головой под воду.

### Размножение
Спаривание начинается в июле, то есть в зимнее время в южном полушарии, и продолжается до ноября. Гнездо строится в прибрежном тростнике или на малых островах. Самка откладывает от трёх до восьми яиц и насиживает их в течение пяти недель, в то время как самец заботливо её охраняет. Окрашенные в серый цвет птенцы быстро покидают гнездо и носятся родителями часто среди оперения на спине. По прошествии трёх месяцев птенцы учатся летать.

## Галерея

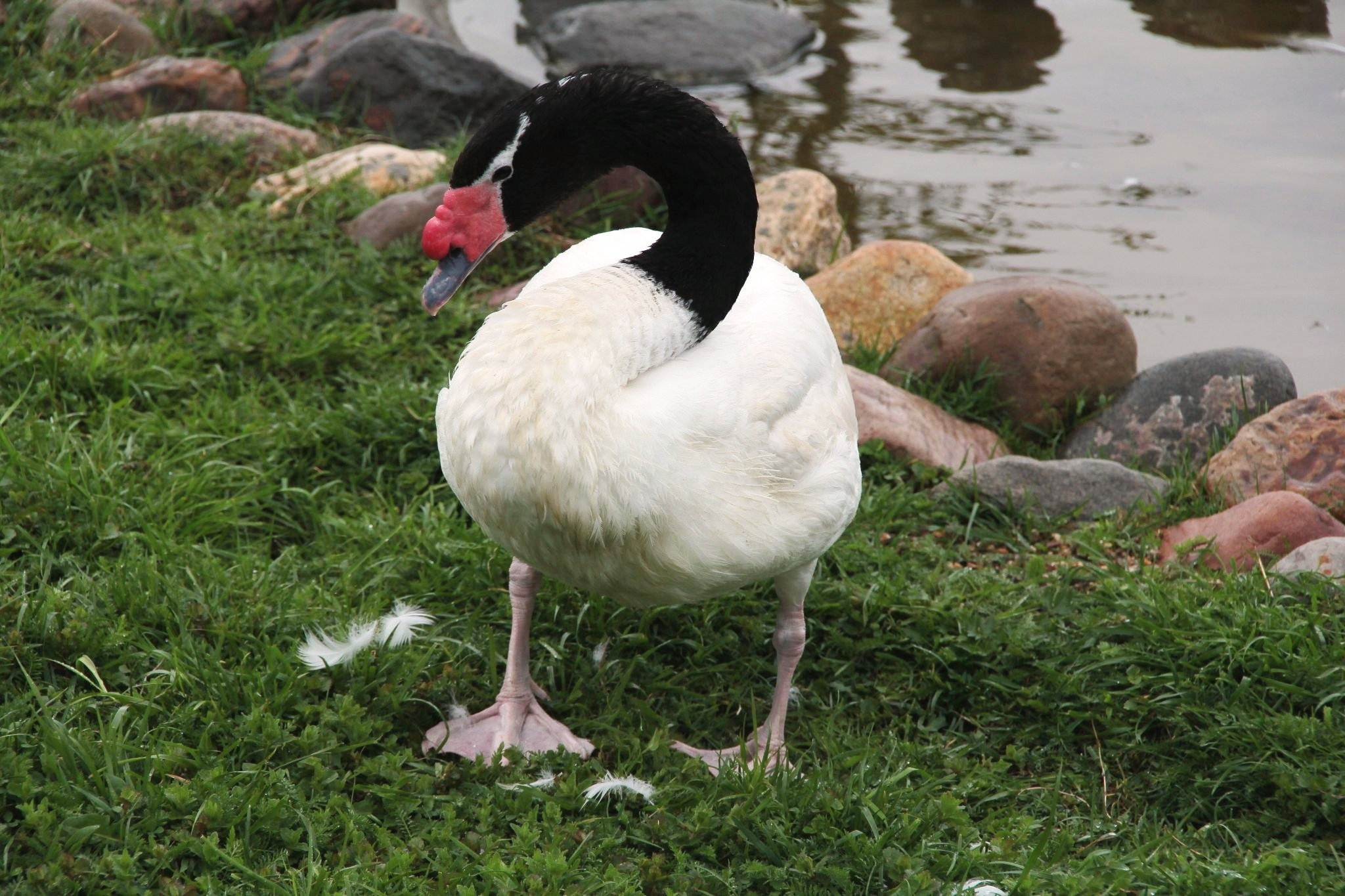
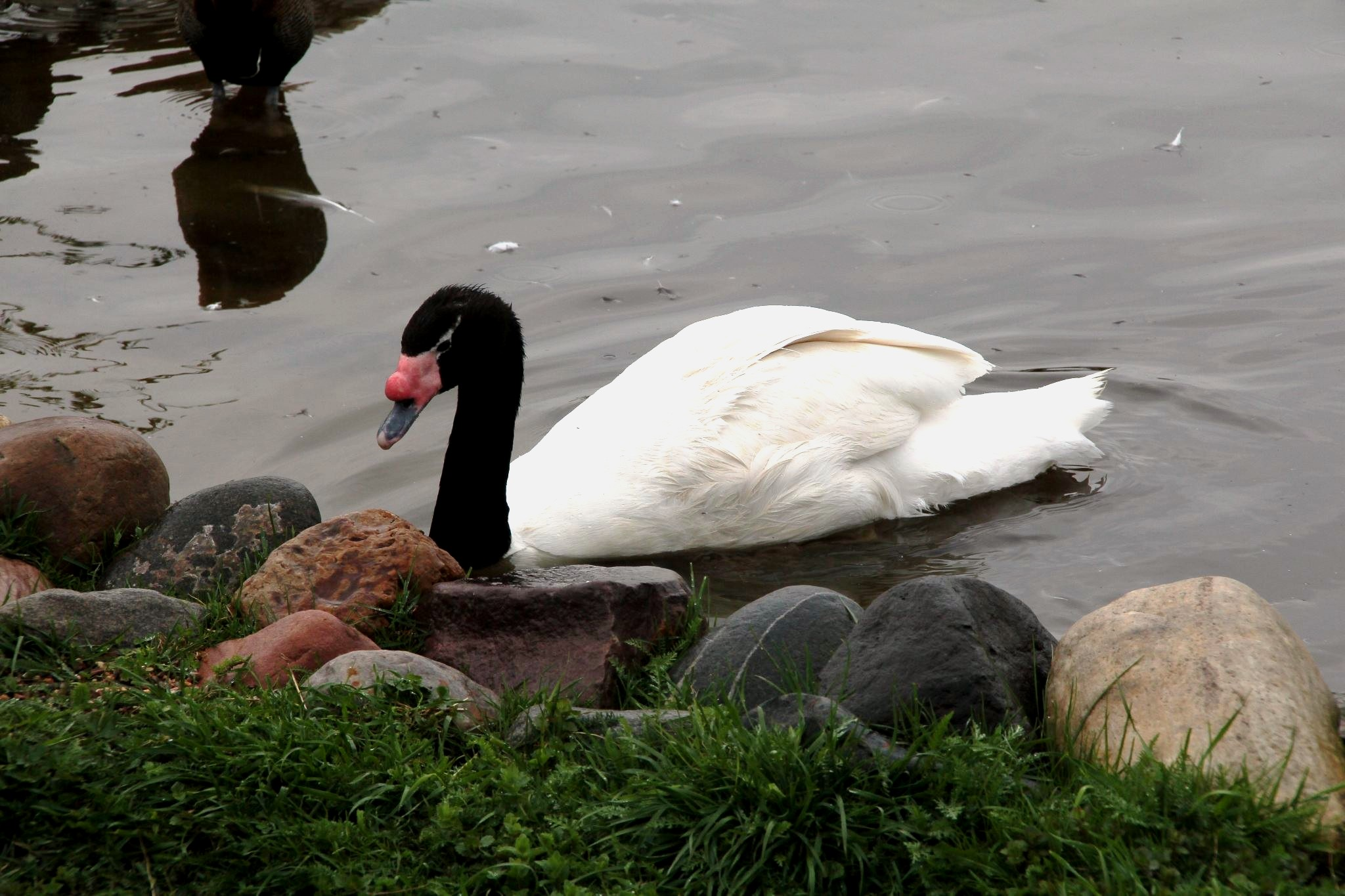
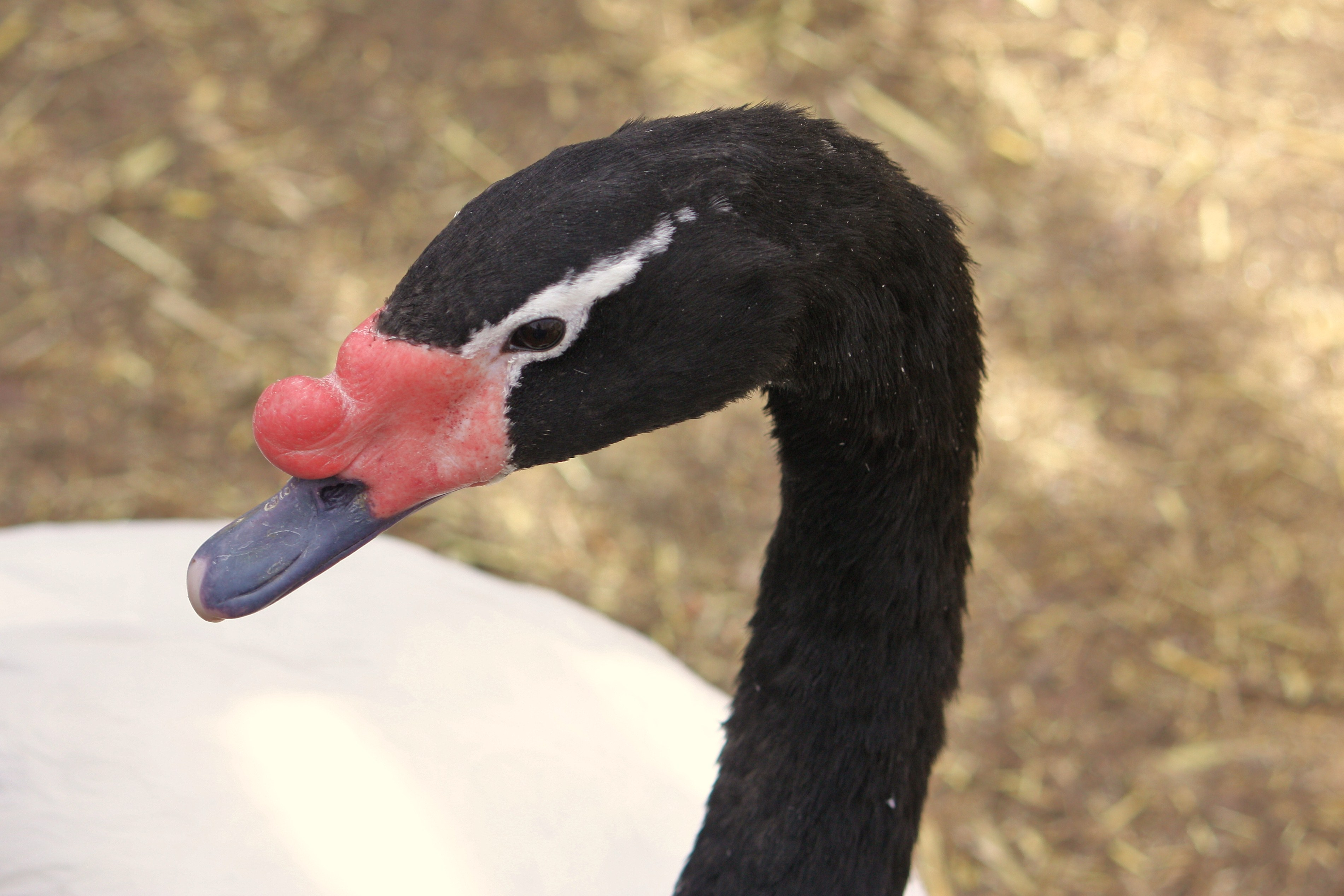
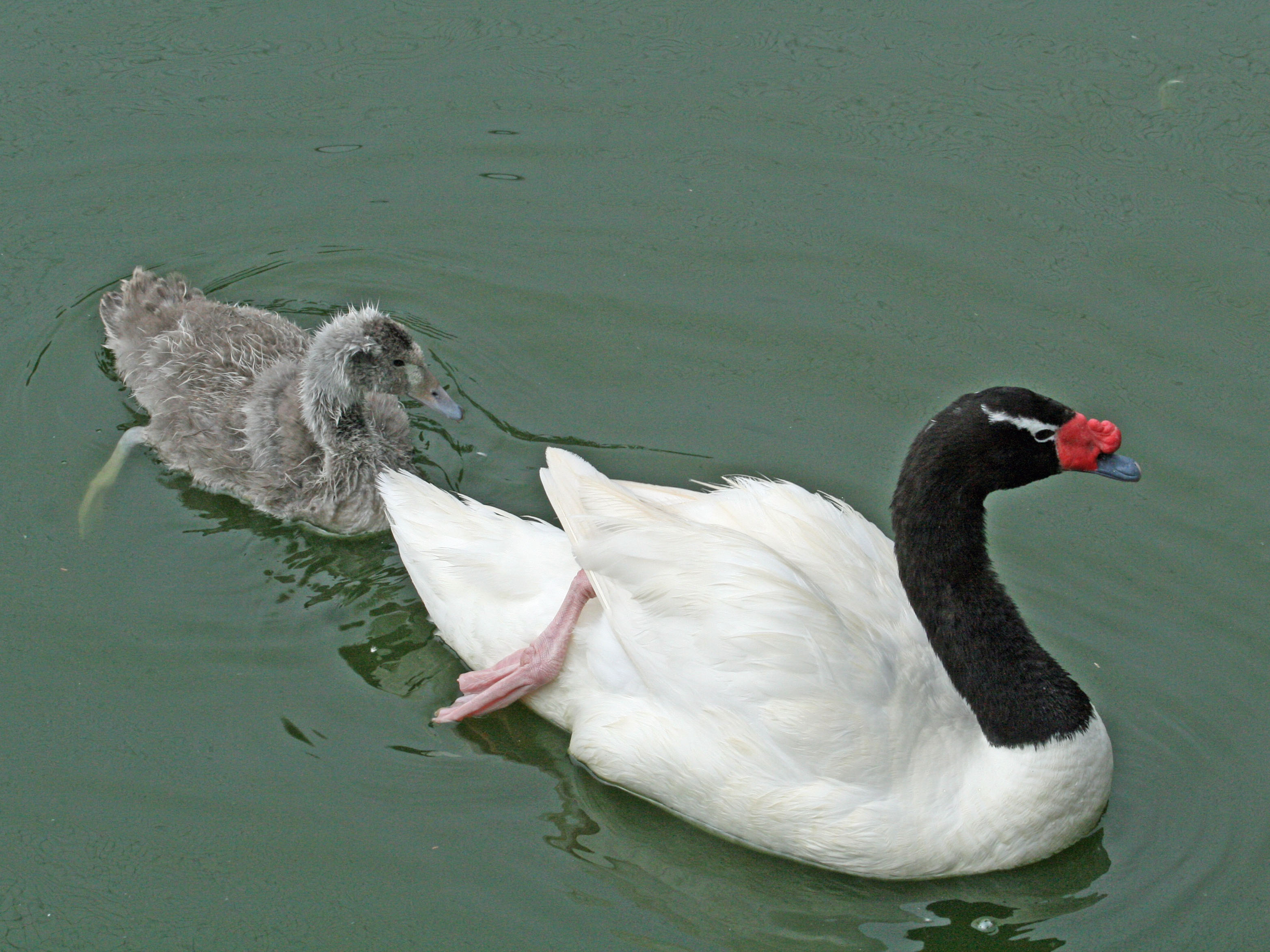
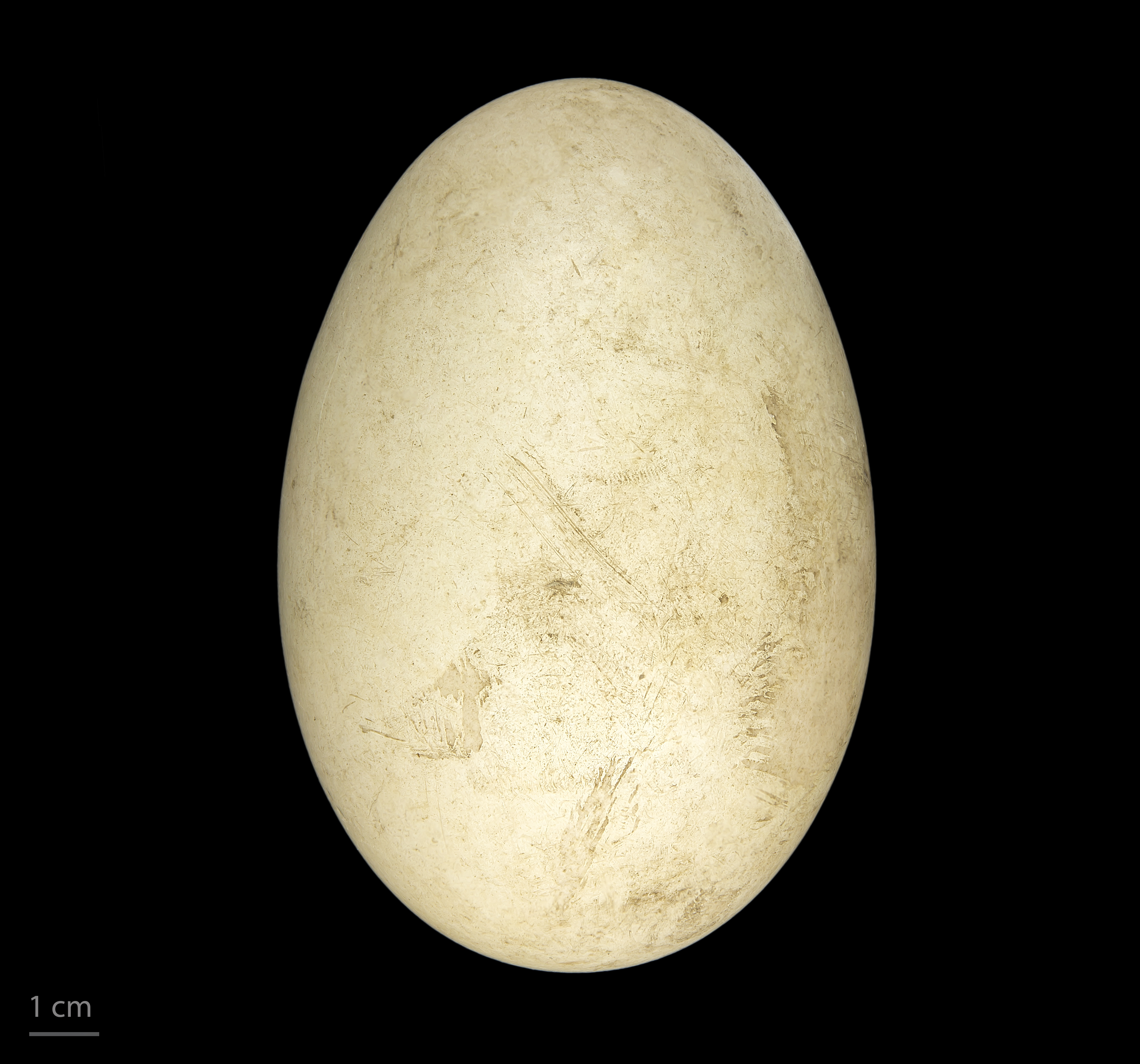
яйцо Cygnus melancoryphus —  Тулузский музей